# Freaky Friday (1976)
Freaky Friday is een film uit 1976 onder regie van Gary Nelson. De film is gebaseerd op het gelijknamige boek uit 1972 en werd tweemaal opnieuw verfilmd: De 1995-versie en 2003-versie.

## Verhaal
Door een onverklaarbare oorzaak ruilen moeder en dochter Andrews van lichaam. Ze ontdekken dat het nog zo simpel niet is om elkaar te zijn, maar beginnen elkaar langzamerhand steeds meer te waarderen. Zo moet moeder Andrew examens afleggen, haar beugel laten verwijderen, een hockeywedstrijd spelen en een dag op school overleven. Dochter Annabel maakt gebruik van de gelegenheid om zichzelf aan te prijzen bij haar buurjongen, op wie ze een oogje heeft.

## Rolverdeling
| Acteur           | Personage       |
| ---------------- | --------------- |
| Barbara Harris   | Mrs. Andrews    |
| Jodie Foster     | Annabel Andrews |
| John Astin       | Mr. Andrews     |
| Patsy Kelly      | Mrs. Schmauss   |
| Dick Van Patten  | Harold Jennings |
| Vicki Schreck    | Virginia        |
| Sorrell Booke    | Mr. Dilk        |
| Alan Oppenheimer | Mr. Joffert     |
| Ruth Buzzi       | Coach           |
| Marc McClure     | Boris Harris    |
| Charlene Tilton  | Bambi           |